# 크리넥스
크리넥스(영어: Kleenex)는 미국의 킴벌리-클라크가 소유하는 생활용품 브랜드이다. 1924년 6월 12일에 판매를 시작하였으며, 주로 화장지, 종이타월, 기저귀, 생리대 등의 잡화 제품 상표로 사용된다. 크리넥스의 제품들은 전 세계 30여 개 국가에서 생산되고 170여 개의 국가에서 판매되고 있다.

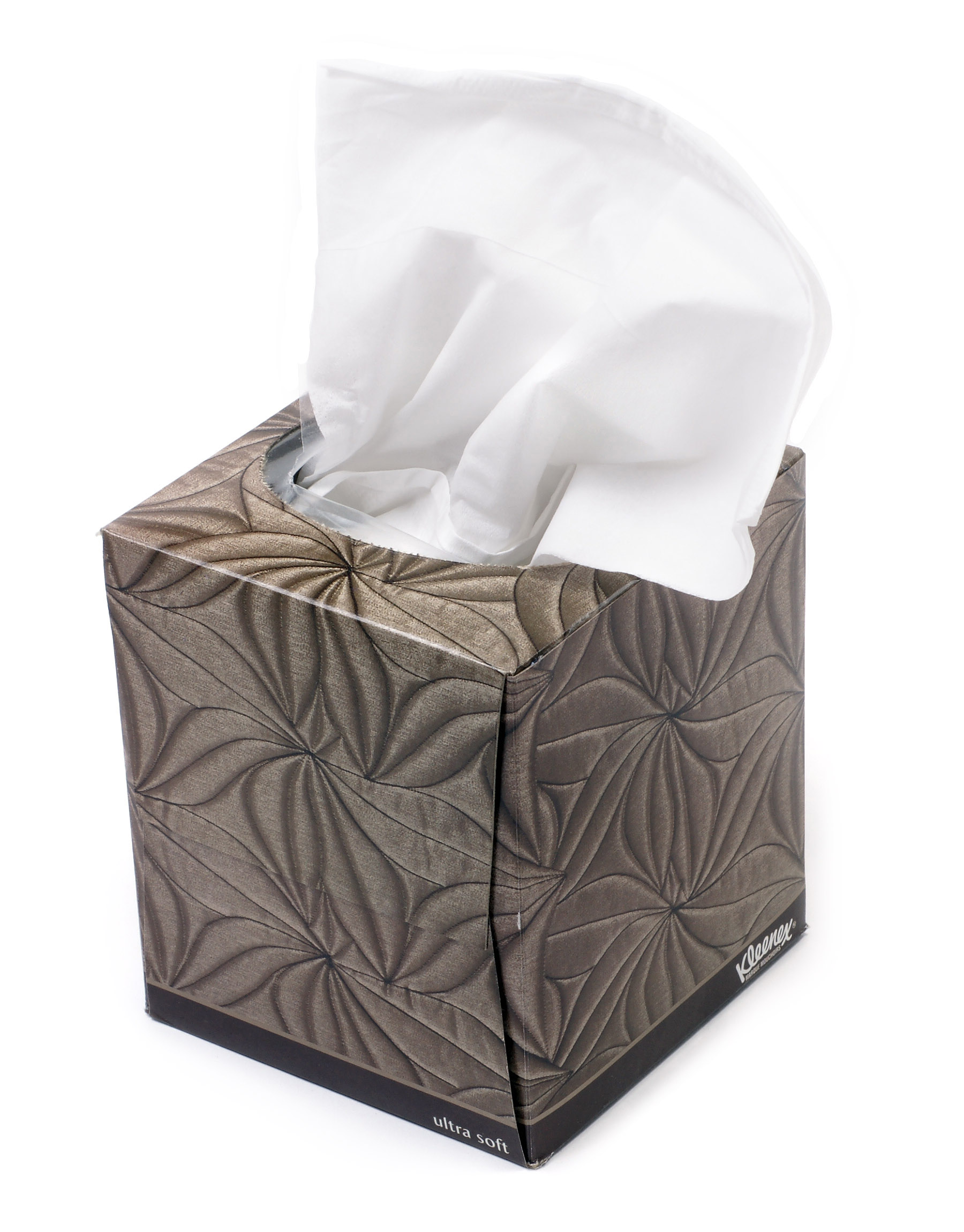
크리넥스 화장지